# Erysiphe thesii
Erysiphe thesii är en svampart som beskrevs av L. Junell 1967. Erysiphe thesii ingår i släktet Erysiphe och familjen Erysiphaceae.  Arten är reproducerande i Sverige. Inga underarter finns listade i Catalogue of Life.